# Шу пуэр
Шу пуэр (кит. 熟普洱, «зрелый пуэр») — разновидность китайского ферментированного чая из провинции Юньнань. Проходит ускоренную микробиологическую ферментацию, благодаря которой приобретает тёмный цвет и мягкий, насыщенный вкус.

### История и технология
Метод производства шу пуэр возник в 1970-е, в связи с возросшим спросом на пуэр. Изобретен на фабрике Кунмин.
Метод «состаривания» пуэра состоит в ускоренной ферментации в течение 45-65 дней. Листья подвергают повышенной температуре и влажности. Затем их сортируют, удаляя листья, которые не пдверглись ферментации. Затем чай спрессовывают (как и шен пуэр), и ждут не менее трех месяцев, чтобы ферменация стабилизировалась.

### Производство
- Сырьё: лист чая Camellia sinensis var. assamica
- Ферментация: 30-60 дней под влажным укрытием
- Формы: блины, кирпичи, гнёзда, рассыпной

### Вкус и аромат
Вкус тёмный, мягкий, без терпкости. Часто встречаются ноты:
- земли,
- древесины,
- сухофруктов,
- шоколада,
- ореха.

Цвет настоя — от красно-коричневого до чёрного.

### Заваривание
- Температура воды: 95-100 °C
- Кол-во чая: 5-7 г на 150—200 мл
- Первая заварка сливается
- Заваривается до 10 раз (проливами)

### Польза
- Улучшает пищеварение
- Снижает уровень сахара и холестерина
- Подходит для людей с чувствительным желудком

### Отличие от шен пуэра
| Характеристика | Шу пуэр                   | Шен пуэр                  |
| -------------- | ------------------------- | ------------------------- |
| Ферментация    | Быстрая (во дуй)          | Натуральная (со временем) |
| Вкус           | Мягкий, землистый         | Терпкий, травяной         |
| Цвет настоя    | Тёмный                    | Светлый                   |
| Употребление   | Готов сразу после выпуска | Лучше с выдержкой         |